# Паули, Макс
Макс Иоганн Фридрих Паули (нем. Max Johann Friedrich Pauly; 1 июня 1907, Вессельбурен, Германская империя — 8 октября 1946, Хамельн) — штандартенфюрер СС, военный преступник, комендант концлагерей Штуттгоф и Нойенгамме.

## Биография
Макс Паули родился 1 июня 1907 года в семье владельца магазина хозтоваров. После окончания школы в Вессельбурене выучился на продавца. После смерти отца в 1928 году он взял на себя управление магазином. В 1930 году женился на дочери скотопромышленника, у супругов в браке родилось пятеро детей. Его жена умерла в августе 1944 года.
1 декабря 1928 года вступил в НСДАП (билет № 106204) и Штурмовые отряды (СА). 1 мая 1930 года перешёл из СА в ряды СС (№ 5448). Среди национал-социалистов его считали «старым бойцом». В последующие годы в результате многочисленных нападений был несколько раз арестован и на основании нарушения общественного порядка был приговорён в 1932 году к семимесячному тюремному заключению. Весной 1936 года окончил полицейский учебный курс в школе для унтер-офицеров СС близ Дахау. Паули возглавлял 2-й батальон 53-го штандарта СС в Рендсбурге. 1 февраля 1937 года возглавил 71-й штандарт СС в Данциге.
После окончания учебного курса для офицеров СС в Дахау был назначен начальником штаба недавно созданного охранного батальона СС под командованием Курта Аймана. На этой должности был ответственным за уничтожение 1400 психически больных людей. Чуть позже под контролем Паули находились все лагеря для интернированных, расположенные в Польском коридоре. С октября 1939 года возглавлял специальный лагерь СС Штуттгоф неподалёку от Данцига.
20 февраля 1942 года официально был назначен комендантом концлагеря Штуттгофа и присоединился к отрядам СС «Мёртвая голова». 30 января 1942 года был принят в войска СС и получил звание штурмбаннфюрера в запасе. 1 сентября 1942 года стал комендантом концлагеря Нойенгамме и занимал этот пост до мая 1945 года. За время его руководством в лагере были совершены многочисленные военные преступления такие как убийство детей из Буленхузер Дамм и казнь 58 мужчин и 13 женщин из концлагеря Фульсбюттель.

### После войны
30 апреля 1945 года бежал во Фленсбург, а осенью того же года был арестован в Вессельбурене, где жил вместе с невесткой и детьми. Вместе с другими сотрудниками лагеря был обвиняемым на процессе по делу о преступлениях в концлагере Нойенгамме, проведённом британским военным трибуналом в Гамбурге. Паули вменялось неудовлетворительное снабжение лагеря, неправильное размещение заключённых и отдельные акты убийства. 3 мая 1946 года был приговорён к смертной казни через повешение. 8 октября 1946 года приговор был приведён в исполнение в тюрьме Хамельна.